# Ceratotrocha rodewaldi
Ceratotrocha rodewaldi is een raderdiertjessoort uit de familie Philodinidae. De wetenschappelijke naam van deze soort is voor het eerst geldig gepubliceerd in 1962 door Donner.